# ایکیزیاکا (گوینوجک)
ایکیزیاکا (به ترکی استانبولی: İkizyaka) یک منطقهٔ مسکونی در ترکیه است که در گوینوجک واقع شده‌است.